# Tarzan & Jane
Tarzan & Jane è un film d'animazione direct-to-video della Walt Disney Television Animation del 2002, lungometraggio composto dai tre episodi finali della serie televisiva d'animazione La leggenda di Tarzan. Il film è stato distribuito, sia negli Stati Uniti che nel resto del mondo, direttamente per l'home video.

## Trama
Jane cerca il regalo perfetto per Tarzan per festeggiare il loro primo anno nella giungla. Insieme a Terk, Tantor e in seguito al Professore ripercorre tre episodi passati.

### Un indimenticabile picnic
Tre amiche di Jane vanno a trovarla nella giungla. Per dimostrare che anche lì c'è civiltà, organizza un picnic chiedendo a Tarzan di vestirsi con gli abiti del padre per figurare bene davanti alle amiche. Offeso per la richiesta, Tarzan va via e solo in seguito, convinto dal Professore, si presenta al picnic. Qua scopre che sono state rincorse da due pantere, riuscendo a risalire la via di fuga che hanno usato, arriva in tempo per salvare le quattro ragazze. Le amiche si rendono conto che Tarzan è perfetto per la loro amica Jane.

### Un diamante per Jane
Due cercatori convincono Tarzan a farsi accompagnare nel vulcano per prendere diamanti da portare in Inghilterra, in cambio Tarzan chiede un diamante da dare a Jane, scoprendo che è molto importante per le donne civili. Tradito dai due banditi, Tarzan, poi raggiunto da Jane e il Professore, rimangono all'interno del vulcano che sta per eruttare. Riescono a scappare e a catturare i due banditi che vengono arrestati.

### L'amico d'infanzia
Robert, un amico d'infanzia di Jane, dopo un inseguimento aereo trova la sua amica. Creando grande gelosia in Tarzan, rivela che è andato nell'isola per riprendersi un vecchio carillon che diede a Jane prima del suo viaggio in Africa. Jane scopre che è una spia che sta tradendo la corona inglese. Anche Tarzan lo scopre trovando il pilota dell'altro aereo nella giungla. Dopo un lungo inseguimento sull'aereo, Robert si pente e salva Jane mentre sta per finire nell'elica, facendosi così arrestare.
Jane, su suggerimento del padre, si arrende al fatto che l'anniversario non ha significato nella giungla, scoprendo alla fine che Tarzan ha organizzato una festa a sorpresa, dimostrando di apprezzare anche il mondo di Jane, infatti si è messo i vestiti di suo padre, le regala un anello di diamanti e balla con lei.

## Distribuzione
Uscito nei negozi statunitensi il 23 luglio 2002, il film uscì nei negozi italiani il 25 dello stesso mese in VHS e il 21 novembre successivo in DVD.

## Doppiaggio
| Personaggio             | Doppiatore originale     | Doppiatore italiano  |
| ----------------------- | ------------------------ | -------------------- |
| Tarzan                  | Michael T. Weiss         | Massimo Rossi        |
| Jane Porter             | Olivia d'Abo             | Francesca Fiorentini |
| Prof. Archimedes Porter | Jeff Bennett             | Ettore Conti         |
| Tantor                  | Jim Cummings             | Roberto Stocchi      |
| Terk                    | April Winchell           | Ilaria Stagni        |
| Greenly                 | Grey DeLisle             |                      |
| Nigel Taylor            | Alexis Denisof           |                      |
| Eleanor                 | Nicollette Sheridan      | Cristiana Lionello   |
| Neils                   | John O'Hurley            |                      |
| Merkus                  | Kevin Michael Richardson |                      |
| Hazel                   | Tara Strong              |                      |

## Accoglienza
L'aggregatore di recensioni Rotten Tomatoes riporta una percentuale di gradimento del 17%, basato su 6 recensioni professionali.